# Elena Oana Antonescu

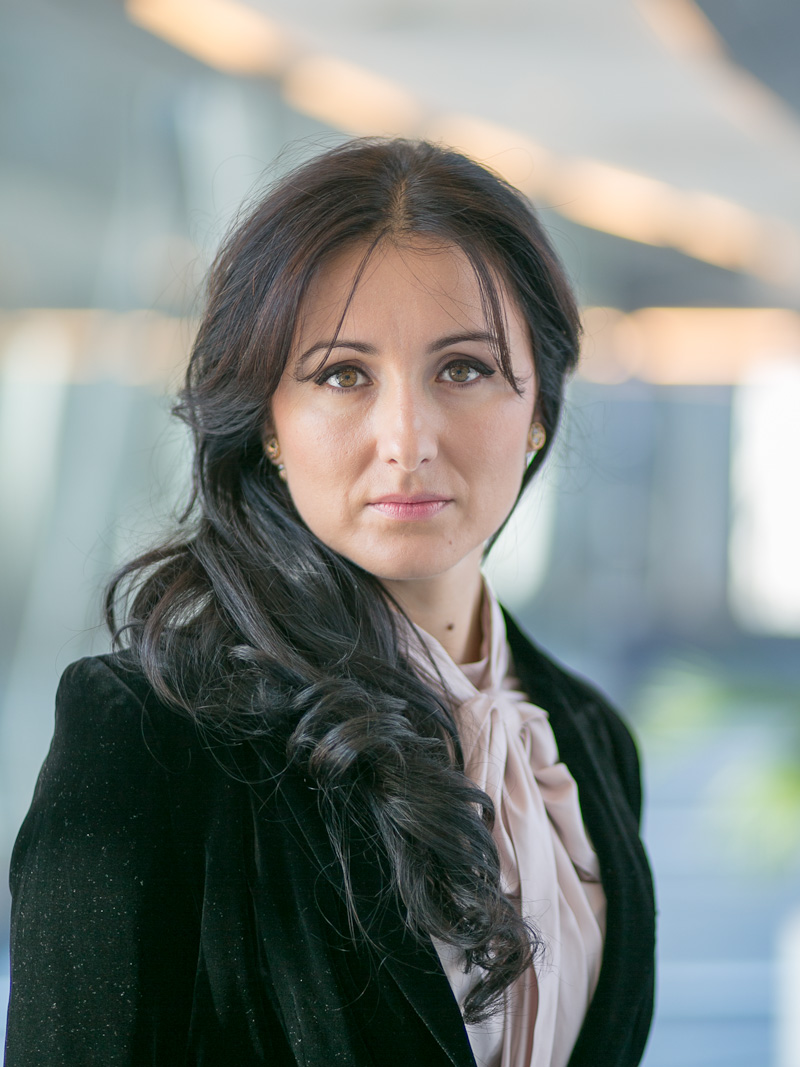
Elena Oana Antonescu 2014

Elena Oana Antonescu (* 30. Dezember 1979 in Târgoviște) ist eine rumänische Politikerin (PD-L).

## Leben und Wirken
Antonescu studierte Rechtswissenschaften und Privatrecht an der Universität Nicolae Titulescu in Bukarest, legte danach ein Masterstudium in Public Policy und Europäische Integration an der Nationalen Schule für Politik- und Verwaltungsstudien Bukarest ab und beschäftigte sich am Rumänischen Diplomatischen Institut mit Internationalen Beziehungen und Euro-Atlantische Studien. Schließlich besuchte sie das Institut für Europäische Studien an der Universität Birmingham.
Antonescu, die 2001 der PD-L beitrat, arbeitete zunächst als Rechtsreferendarin und in einer Anwaltskanzlei, war Beraterin der staatlichen Kontrollbehörde und der Kanzlei des Ministerpräsidenten sowie Beraterin im Europäischen Parlament, in dem sie von 2009 bis 2014 Abgeordnete war.
Antonescu war Mitglied im Ausschuss für Umweltfragen, öffentliche Gesundheit und Lebensmittelsicherheit, in der Delegation im Ausschuss für parlamentarische Kooperation EU-Ukraine sowie in der Delegation in der Parlamentarischen Versammlung EURO-NEST.